# Junonia acera
Junonia acera är en fjärilsart som beskrevs av Hans Fruhstorfer 1912. Junonia acera ingår i släktet Junonia och familjen praktfjärilar. Inga underarter finns listade i Catalogue of Life.